# 转生 (卡巴拉)
转生（希伯来语：גלגולהנשמות  复数形式：גלגולים）是卡巴拉体系中的轮回观。在希伯来语中，גלגולה的意思是周期，而נשמות的意思是灵魂。灵魂通过看见周期性的生命与再生，随着时间的推移，他们通过不同的身躯再次在这世界上生活。他们的身体与他们的结合取决于前生的灵性水平，在现世的任务等等。在卡巴拉中，它们涉及更多的内容，包括默西亚再来对世界的修复，以及光明的上升与下降等。
16世纪拉比艾萨克·路里亚对这个形而上的概念给出了的更加深奥的解释。

## 转生观念在犹太教中的历史
转生作为一种神秘的信仰，并不是传统犹太教信仰中的重点内容。它并没有一个传统的信仰来源，如塔纳赫，密西拿，拉比作品（塔木德），或是迈蒙尼德十三信条。而在赎罪日，每个犹太正统派社区都在诵读约瑟的十个哥哥因为出卖他们的弟弟的罪而转生成为被罗马人杀害的十大烈士的故事。此外，在视卡巴拉无比神圣与权威的哈西德派犹太教的关于犹太教神秘主义卡巴拉之书中，也有对灵魂转生的教导。
不少著名拉比拒绝轮回的观念，其中包括沙迪亚伽翁，大卫金希，哈斯代克利斯卡斯，耶岱亚伯德希（14世纪处），约瑟奥博，亚伯拉罕-本-达乌德，里昂-德-摩德纳。而在他们当中，若明，海-伽翁和沙迪亚伽翁却十分赞成转生。
而拉比中相信轮回观念的，则包括中世纪的神秘派领袖纳马迪德斯，和拉伯努-巴亚-本-亚设，16世纪的列维-本-哈比卜（拉尔巴）以及来自神秘派学院撒乐蒙所罗门阿尔卡贝兹的艾萨克路里亚（亚锐）和他的介绍者海因维塔尔，以及18世纪的哈西德的创始人以色列巴尔闪托夫，后来的哈西德派的大师，以及立陶宛犹太正统派的领袖与卡巴拉大师维尔纳伽翁，以及19-20世纪的本伊瑟海的作者，优瑟夫海因。
随着16世纪拉马克对科多瓦尔卡巴拉体系的理智系统化，以及亚锐对路里亚卡巴拉体系的重塑，无论是在学术圈中还是在平民口中，卡巴拉都变成了以“哈基锐”（理智派中世纪犹太哲学）为主流的传统犹太神学。艾萨克路里亚开始教授对转生的新的解释与对古老犹太人物的转生的鉴定，这些内容都由海因维塔尔在他的作品《转生之门》中进行了编辑整理。
转生的思想在犹太人群众中非常受欢迎，并常常见诸于阿什肯纳兹犹太人的意地绪语文学作品中

## 卡巴拉中的转生进程
对于研究卡巴拉中转生概念的研究者而言，转生之门是的一部不可忽视的作品，它建立于拉比艾萨克路里亚的工作之上（由他的弟子，拉比哈伊慕维塔尔编辑整理）。它对转生深奥复杂的定律进行的阐述。转生之门中提出这样一个观点：在处于母体时，转生可以出现在多个平行的身体上。在卡巴拉中，任何一个更高灵性层的规律在下界都有其对应。这是因为上主赐予的生命之能（第一因）由第一源质沿着连接更高源质的途径逐级下降的缘故。

### 神圣慈悲的体现
在卡巴拉中，转生不是自动的过程，不是命定的，也不是对罪恶的惩罚抑或对善行的奖励。在犹太信仰中，只有在未来之世才能实行基于迈蒙尼德信仰条例的赏罚。于此相反，它的意义在于对个人进行灵性上的修正。卡巴拉是如此解释的，每个犹太灵魂的转生，是为了以足够的时间遵守实行613条律法。而外邦民族的义人则通过转生实行对诺亚七律的完满。因此，转生是主神圣慈悲的体现，它被视作是个人以灵魂与未来之世的约定，为此而再度降生成人。这种现世的迫力使人能完满地遵守整套律法，并和路里亚体系的世界再造理论结合在一起。在这些新教义中，创世之初就在鸿蒙世界中发生了被称为源质世界破碎的危机。源质之链的破碎，圣洁生命之光下降，成为包裹于我们物质世界中的圣神之火。在路里亚体系中，每个对律法的完成都带来一个圣神之火的上升，每一种圣神之火都与其对应律法相关联。一旦所有圣神之火回归它的神圣本源，默西亚的时代来临。这种形而上神学赋予了一种宇宙性的意义。正是由每个人都有在他们生活中自己独特的任务。故此，转生帮助每个人完成特定的任务以实现这个计划。这也以卡巴拉中的原因解释了为什么将未来之世出现在世界上，因为物质化正是创造的目的。

### 万有的灵性高度
从中世纪开始，卡巴拉就将万有的被创造描述成由圣神的下降与被囚禁这一原因而带来的影响。在16世纪路里亚将它扩展出更深远的意义并引入圣神之火的概念。创造则是神圣赐予生命能力的一个持续性过程。只有因为来自上主的光明不断降临，这个世界与万物才能持续存在。这内在的流动使得圣神之火存在于任何生物之中。从中可知，因为圣神之火万物才能持续存在。若它被收回，万物将不能存在。这种对造物主的完全依赖只存在物质世界，而天使却并无如此的依赖。这就证明了艾萨克“石头中都具有灵性”的理论。因为路里亚体系中的宇宙再造理论，连一片叶子中也具有灵性，“上主的神降临世界，使之整改”。

### 五级灵魂
在犹太神秘主义中，人的灵魂有五个层次，对应卡巴拉生命之树里的不同原质。通过塔纳赫圣经作为解释来源，哈西德派给出了这五个层次灵魂的名字。其对应的既有灵魂的外在寄存：血液，也有精神上的表现：智慧之光。这涉及个人的外在表现，也涉及人内心的能量。按照升序将这五层排列为：
- 奈菲西（nefesh）生命力：灵魂中支配行为者。在源质内对应“王国”
- 茹亚西（ruach）精神：灵魂中感情的支配者。对应情感的第六原质（慈爱到根基）。
- 露霞玛赫（neshamah）意志：灵魂中思维的支配者。对应源质中的“理解”
- 夏亚赫（chayah）存活：超越无意识的灵魂层面。无限光之意志的传输导体。对应启示源质内的“皇冠”外层
- 耶西达（yechida）奇点：灵魂的本源。启示皇冠内层，以及灵魂的精华：信仰。

灵魂最基础的层次，奈菲西，在转生过程中一直都是不可缺的部分，因为它必然在血液生成停止的死亡的阶段离去。它将进入下一个生命中，继续接下来的生活。其他四层灵魂在不同情况下的转生中有着不同的原因及参与程度。